# Rhododrilus ravus
Rhododrilus ravus är en ringmaskart som beskrevs av Lee 1959. Rhododrilus ravus ingår i släktet Rhododrilus och familjen Acanthodrilidae. Inga underarter finns listade i Catalogue of Life.